# Экономика Курганской области
Экономика Курганской области — 32-я экономика среди субъектов Российской Федерации по объёму валового регионального продукта (2023 г.). Объём валового регионального продукта Курганской области в 2023 году составил 215 млрд рублей. Средняя заработная плата в 2023 году составила 48575. руб./мес.

## Промышленность
Крупнейшими промышленными центрами Курганской области являются города Курган и Шадринск.
В промышленности Курганской области выделяются три основные сферы деятельности:
- добывающее производство (2,3 % промышленных предприятий)
- производство и распределение электроэнергии газа и воды (18 % предприятий)
- обрабатывающее производство (79,7 %).

В структуре занятости среди трех групп отраслей самая высокая доля занятого населения в обрабатывающей промышленности – 79 %, в производстве и распределении электроэнергии, газа и воды – 19 %, в добывающей – 2 %. При этом занятость в обрабатывающей промышленности в 2006 г. составляла более 70000 чел., а в 2020 г. снизилась до 42500 чел.

### Добывающая промышленность
В данной сфере деятельности существуют два направления: 
- геологоразведочные работы
- добыча и переработка.

Геологоразведочными работами занимаются предприятия ООО «Уралгеопроект» и НПФ «Геологоразведка». Ко второму направлению относят добычу урановой руды, гравия, песка и глины. Ведущими предприятиями добывающей промышленности являются ОАО «Бентонит», ЗАО «Далур», ООО «Синарский щебеночный карьер».
Сырьевой базой предприятия ООО «Бентонит Кургана» является одно из лучших в России месторождений бентонитовых глин – «Зырянское» (Кетовский район), На месторождении добывается 200 тыс. тонн бентонита в год и производится 110 тыс. тонн бентопорошка.
Курганская область является одним из трех уранодобывающих регионов России (3-е место по добыче в РФ). Добычей занимается АО «Далур» – первое в России предприятие по добыче урана способом подземного выщелачивания. Добыча ведется на Далматовском (Далматовский район), Хохловском месторождениях (Шумихинский район) и готовится к промышленной разработке Добровольное месторождение (Звериноголовский район). Запасы урана оцениваются в 18496 тонн. Численность работников основного предприятия составляет более 400 человек, на строительстве и расширении мощностей занято более 200 человек. 
ОАО «Синарский щебёночный карьер» разрабатывает единственный в Курганской области щебеночный карьер. Ведется добыча базальта в западном участке Синарского карьера в Катайском районе. Добывают строительный камень взрывным способом. Северный участок находится в пользовании у ООО «Торговый дом «Синара». Запасы составляют 23 млн м³ камня, что обеспечит работу предприятия на 100–120 лет.
Другие предприятиям добывающей промышленности Курганской области:
- добыча кварцевых порфиров – ООО «Першинский каменно-щебёночный карьер «Кварц» в Далматовском районе;
- добыча строительного песка ведется предприятиями: 
  - ООО «Добывающий завод силикат» на месторождении Просветское в Кетовском районе;
  - ООО «Кварц» – Сухринское в Шадринском районе;
  - ООО «Пески» – Заисетское в Катайском районе;
  - ООО «Кургангидрострой» – Далматовское-2 в Далматовском районе,
  - ООО «Ударник» на месторождении «Ударник» в Шатровском районе;
  - ООО «Саломатовское»– на Саломатовском-1 и Саломатовском-2 в Шатровском районе;
  - ООО «Технопески» – на восточной части Чумлякского-2 месторождения в Щучанском районе;

в области разрабатывается 4 месторождения кирпично-черепичных глин и суглинков:
- Брылинское (ООО «Завод керамических материалов»);
- Мишкинское-2 (ООО «Мишкинский Завод Строительных Материалов»);
- Восточно-Пепелинское и Сладко-Карасинское (ООО «Уралтерракот»).

### Обрабатывающая промышленность
Ведущими отраслями обрабатывающей промышленности являются машиностроение и металлообработка, пищевая и медицинская промышленность, промышленность строительных материалов, легкая, лесная, деревообрабатывающая и целлюлозно-бумажная.

#### Машиностроение
Машиностроение и металлообработка по-прежнему остается ведущей отраслью промышленности, ее доля составляет более 50 %. 
Область производит 35 % коммунально-строительных машин в России, 30 % пожарных машин, 40 % автобусов среднего класса. 
В годы Великой Отечественной войны на территорию Курганской области были эвакуированы 16 предприятий из западных областей страны. На их базе и формировалась собственная промышленность, в том числе машиностроение. 
На сегодняшний день машиностроительная отрасль в Курганской области представлена:
- ОАО «Курганский машиностроительный завод» (Курган) — единственное в стране предприятие, выпускающее боевые машины пехоты;
- ООО «Курганский автобусный завод» (Курган) — производство автобусов среднего класса;
- ОАО «Курганский завод дорожных машин» (Курган) — производство дорожно-строительной и коммунальной техники;
- ЗАО «Курганстальмост» (Курган) — производство пролетных строений железнодорожных и автомобильных мостов;
- ОАО «Шадринский автоагрегатный завод» (Шадринск) — производство алюминиевых теплообменников;
- ОАО «Шумихинский завод подшипниковых иглороликов» (Шумиха) — производство подшипников и роликов;
- ОАО «Завод Старт» (Далматово) — производство автоцистерн для пищевой и нефтяной промышленности;
- ОАО «Варгашинский завод противопожарного и специального оборудования» (Варгаши) — производство противопожарной техники.
- ОАО НПО «Курганприбор»
- АО «АК Корвет»
- ООО «Курганхиммаш»

- «Курганский электромеханический завод»
- АО «Курганский завод электромонтажных изделий»
- ООО «Темпер»,
- «Курганский арматурный завод»
- «Кургансельмаш»
- ЗАО «Завод Мельмаш»
- АО «КМЗ конвейерного оборудования»
- АО «Курганские прицепы»

## Энергетика
По состоянию на конец 2018 года, на территории Курганской области эксплуатировались электростанции общей мощностью 706,2 МВт, подключённые к единой энергосистеме России, в том числе 3 крупные тепловые электростанции и несколько небольших электростанций промышленных предприятий. В 2018 году они произвели 3195,1 млн кВт·ч электроэнергии. Основными источниками генерации энергии являются Курганская ТЭЦ, Курганская ТЭЦ-2 и Западная ТЭЦ (введена в эксплуатацию в январе 2016 г.), которые частично покрывают потребность в электрической и тепловой энергии в Курганской энергосистеме. Самая высокая доля выработки электроэнергии приходится на Курганскую ТЭЦ и Курганскую ТЭЦ-2. Особенностью энергетического комплекса Курганской области является дефицит генерирующей мощности. Поэтому часть электроэнергии область получает из соседних регионов по линиям электропередач.
Большая часть всей потребляемой энергии приходится на электрифицированный железнодорожный транспорт и прочие транспортные организации – 29 %, сферу услуг и коммунальный сектор – 27,2 %, промышленное потребление – 23,6 %, население – 18 %, предприятия сельского хозяйства и строительная сфера – 2,2 %. В промышленном потреблении лидируют такие предприятия машиностроения и метеллообработки, как ОАО «КМЗ», ЗАО «Курганстальмост», ОАО «ШААЗ». 
В Курганской области с 1 ноября 2016 г. передачу электроэнергии по распределительным сетям и технологическое присоединение потребителей к электросетям осуществляет ПАО СУЭНКО (Публичное акционерное общество «Сибирско-Уральская энергетическая компания»).

## Сельское хозяйство
На 1 января 2021 года сельское население 308 472 человек, 38 % населения Курганской области.
Главным природным богатством области является плодородная земля. Сельскохозяйственные угодья занимают более 39 % площади области, 65 % пахотных угодий составляют черноземы.
Леса занимают примерно пятую часть территории области — 1,7 млн га.
В структуре стоимости произведенной продукции сельского хозяйства Курганской области доля продукции растениеводства в 2015 году составляет 58,0 %, доля животноводства — 42,0 %.

### Растениеводство
В Курганской области имеется 4,5 млн га земель сельскохозяйственного назначения, в том числе 2,3 млн га пашни, 510 тыс. га сенокосов, 745 тыс. га пастбищ, 456 тыс. га залежей. В расчете на одного жителя Курганской области приходится 2,7 га пашни (по России — 0,8 га). 65 % пахотных угодий составляют черноземы.
Продукция растениеводства занимает более 60 % общего объёма производства сельскохозяйственной продукции.
Основную массу посевных площадей области занимает мягкая яровая пшеница, самые распространенные сорта Омская 36, Радуга (урожайность 31,6 ц/га) и Уралосибирская 2 (урожайность 30,0 ц/га), используется два сорта иностранной селекции это сорт Ликамеро (Франция) и Тасос (Германия). По яровому ячменю наибольшее распространение получает сорт Памяти Чепелева. Рекомендованы для возделывания в Курганской области сорта яровой твёрдой пшеницы «Кремень» (урожайность 23,8 ц/га, максимальная 41,5 ц/га) и «Никола» от Агролига ЦСР (урожайность 21,6 ц/га, максимальная 38,9 ц/га).
Посевные площади ржи в 2019 году 15,7 тыс. га (1,8 % по России, 13 место), валовый сбор 31,5 тыс. тонн (2,2 %, 13 место), урожайность 20,3 ц/га (10 место, в среднем по РФ — 17,3 ц/га). Посевные площади рапса 32,9 тыс. га (2,1 % по России, 15 место в 2019 году). Курганская область входит в ТОП-15 регионов по сборам гречихи, доля в общероссийских посевах 1,5 %, в ТОП-20 регионов по посевным площадям овса.
В Курганской области реализуется программа развития льняного комплекса. По посевным площадям льна-долгунца область входит в ТОП-20, к 2031 году посевная площадь увеличится до 12,5 тысяч га (при пятипольном севообороте).
Посевные площади льна-кудряша (льна масличного) в 2018 году составили 51,9 тыс. га (7,0 % по России, 5 место) (62,4 тыс. га, 7,7 % в 2019), сбор 49,5 тыс. тонн (8,3 %, 4 место), урожайность 10,4 ц/га (2 место после Алтайского края).
Курганская область на 8-м месте в рейтинге регионов по размеру площадей огурцов открытого грунта в 2019 году — 200 га (5,2 % по России), сбор составил 790 тонн (0,8 %), на 18-м месте по размеру площадей помидоров открытого грунта — 50 га (0,3 %).
В 2022 году валовой сбор зерновых и зернобобовых составил 2270 тыс. тонн (рост в 2,2 раза) при урожайности 22,9 ц/га. Урожай картофеля 88,5 тыс. т (+27,1 тыс. т), прочих овощей — 32,7 тыс. т (+11,7 тыс. т). Интенсификация производства продукции растениеводства в Курганской области достигнута во многом благодаря увеличению посевных площадей и доли орошаемых угодий. Так, в период с 2019 по 2022 годы в области введено в сельхозоборот 135 тыс. га (1350 км2) пашни и 607 га орошаемых земель. 
В 2020 году валовой сбор зерновых и зернобобовых составил 1431,7 тыс. тонн (-19,6 %) при урожайности 13,9 ц/га. Посевные площади 1 млн 65 тыс. га.

### Животноводство
Основные отрасли специализации в животноводстве — скотоводство мясомолочного направления, птицеводство, свиноводство.
На 1 января 2021 года / 2015 года поголовье свиней в Курганской области насчитывало 73,5 / 93,9 тыс. голов, крупного рогатого скота (КРС) — 116,8 / 119,7 тыс. голов, из них поголовье коров — 49,0 / 55,9 тыс. голов), овец и коз — 111,9 / 132,2 тыс. голов, птицы 1245,1 тыс. голов.
В 2020 году хозяйствами всех категорий произведено скота и птицы на убой в живом весе 68,1 тыс. тонн (99,5 % к уровню 2019 г.), молока — 190,5 тыс. тонн (97,4 %), яиц — 91,8 млн штук (99,9 %).
В среднем в расчёте на одну корову молочного стада надоено 5268 килограммов молока (+36 кг).
Говядины в Курганской области в 2015 году произвели 36,6 тыс. тонн в живом весе (25-е место в России), свинины — 18,3 тыс. тонн (48-е место), мяса птицы — 15,3 тыс. тон (53-е место), баранины и козлятины — 3,4 тыс. тонн (27-е место), молока — 252,6 тыс. тонн (42-е место), яиц — 104,8 млн штук (61-е место).
Правительство Курганской области планирует значительно увеличить объёмы овцеводства и поголовье крупного рогатого скота (КРС), а также занять нишу производства индейки. В регионе для этого уже реализуются более 150 инвестиционных проектов. «Выстраивается диалог с крупными агрохолдингами — „Мираторг“, „ЭкоНива“, „Титан-Агро“ и другими, которые рассматривают возможность строительства животноводческих ферм на территории области». Тем более имеются пастбища, сенокосы и пашня, порядка 1 млн га свободных сельхозугодий. В 2020 году сельхозпроизводителям компенсируют 65 % стоимости на приобретение племенного молодняка КРС, 50 % на приобретение оборудования для молочных ферм и 50 % для свиноводческих комплексов.
С 2015 года реализуется программа развития товарной аквакультуры (товарного рыбоводства) в Курганской области. Вылов водных биоресурсов в 2016 году составил 4,3 тыс. тонн, рост в 2,2 раза к 2014 году, самообеспеченность рыбой составляет 21 %.

## Здравоохранение и экотуризм
Область привлекательна для людей, желающих поправить своё здоровье. Самые знаменитые оздоровительные комплексы — «Сосновая роща», «Курорт Озеро Медвежье»,  «Жемчужина Зауралья».
Также имеется высокий потенциал для развития экологического туризма.

## Транспорт
Транспортная система Курганской области объединяет в себе железнодорожный, автомобильный, воздушный, трубопроводный и электронный транспорт, является частью транспортной системы страны и осуществляет пассажирское сообщение и перевозку грузов. Её доля в валовом региональном продукте составляет около 16 %. Также как промышленность и сельское хозяйство является одной из ведущих отраслей Курганской области, в которой трудятся 7,5 % от числа всех занятых.
Плотность транспортной сети в Курганской области имеет следующие показатели: 
- плотность автомобильных дорог с твердым покрытием – 133 км/1000 км2 – 2-е место в УрФО,
- плотность железных дорог – 10,4 км/1000 км2 – 3-е место в УрФО[17].

По её территории проходят электрифицированная транссибирская железнодорожная магистраль, магистральные нефте- и газопроводы. Она граничит с высокоразвитыми областями Урала — Свердловской и Челябинской, а также с Тюменской областью и Казахстаном.
Аэропорт
- Аэропорт Курган

Основные дороги
- «Байкал» M51 Челябинск — Курган — Ишим — Омск — Новосибирск E 30, AH6
- Р354 — федеральная трасса Екатеринбург — Курган.
- Р330 — федеральная трасса Шадринск — Миасское (на Челябинск).
- Р329 — региональная дорога Шадринск — Ялуторовск.
- Шумиха — Шадринск — региональная дорога Шадринск — Шумиха.
- Р328 — шоссейная дорога на Целинное

## Природные ресурсы

### Полезные ископаемые
Курганская область богата на минерально-сырьевые ресурсы. Здесь не мало месторождений различных ископаемых. В регионе добывают следующие ресурсы: 
- урановые руды;
- торф;
- строительные пески;
- титан;
- глины;
- лечебные грязи;
- минеральные подземные воды;
- железные руды.

### Водные и почвенные ресурсы
Значительная часть области находится в речном бассейне Тобола. Здесь более 400 больших и мелких рек, и около 2,9 тыс. озер. Крупнейшими водными артериями Курганской области считаются реки:
- Тобол и Уй;
- Исеть и Теча;
- Куртамыш и Миасс.

В регионе в основном озера пресные – 88,5%. Самыми крупными считаются:
- Идгильды;
- Медвежье;
- Черное;
- Окуневское;
- Маньясс.